# Heden, Göteborg
Denna artikel handlar om stadsdelen Heden i Göteborg. Se också Exercisheden

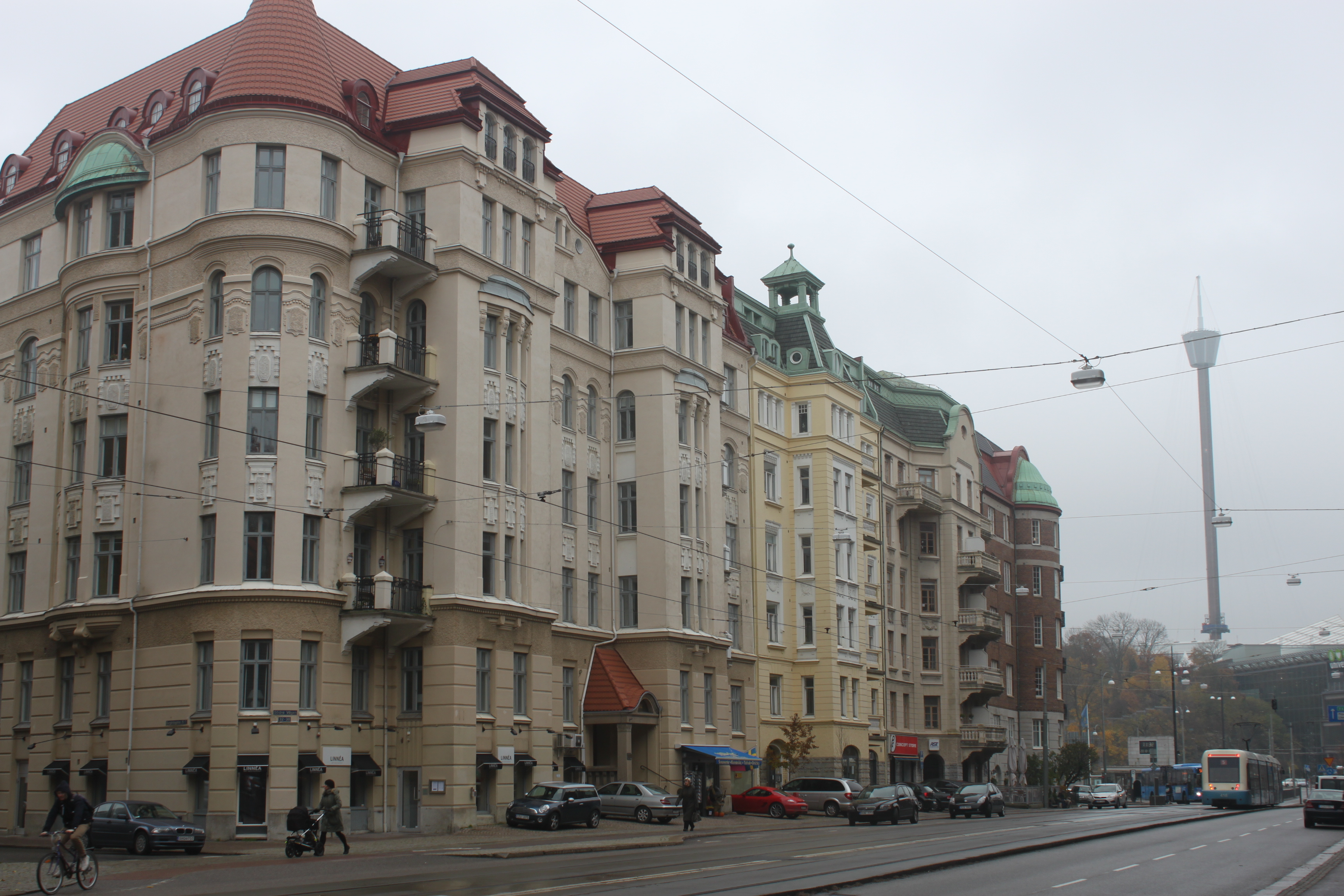
Södra vägen.

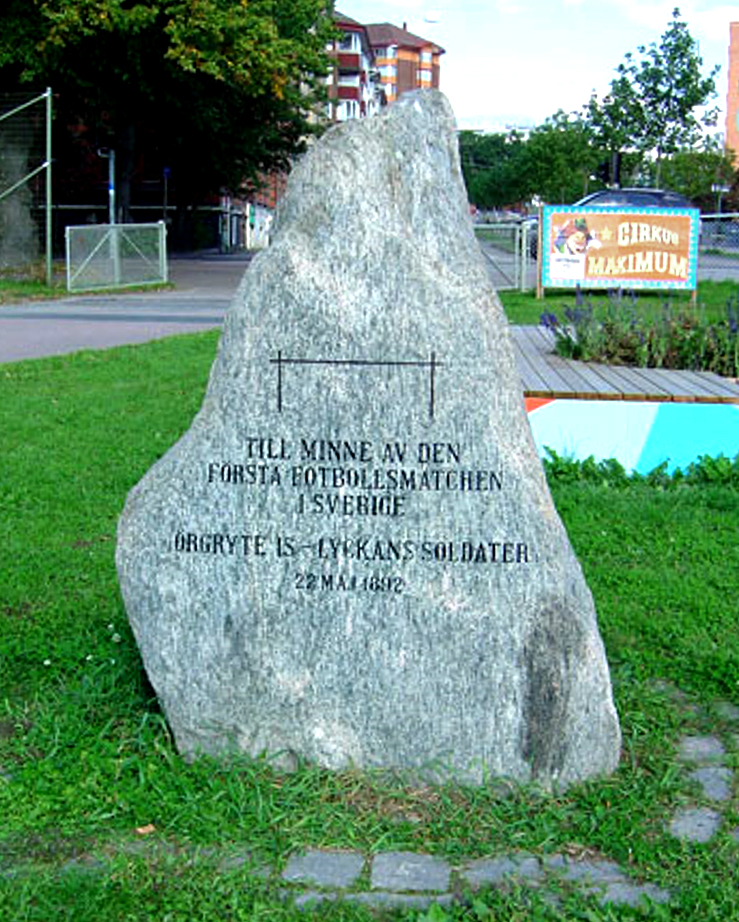
Minnessten på Heden i Göteborg för den första fotbollsmatchen i Sverige med inskriptionen Till minne av den första fotbollsmatchen i Sverige. Örgryte IS - Lyckans Soldater. 22 maj 1892.

Heden, ursprungligen Exercisheden, är en stadsdel och ett primärområde i stadsområde Centrum i Göteborgs kommun. Stadsdelen är granne med Gårda och Bö i öster, Lorensberg i väster, Krokslätt i söder och Inom Vallgraven och Stampen i norr och avgränsas genom (medsols) Vallgraven, Fattighusån, Mölndalsån, Getebergs led, och Södra Vägen. Primärområdet Heden omfattar förutom stadsdelen även Gårda söder om Ullevigatan. Stadsdelen har en areal på 123 hektar.

## Historia
Tidigare kallades området för Tegelbruksängen, och det var där holländaren, doktor Pieter á Naaldwyck i början på 1620-talet anlade ett tegelbruk. Området avgränsades av Södra Vägen i väster, Vallgraven i nordväst, Fattighusån i norr, Mölndalsån i öster och Örgrytevägen i söder. Tegelbruket såldes redan 1629 till Göteborgs stad, och först kring år 1850 upphörde denna verksamhet. Väster om Södra Vägen och ända bort till stadsdelen Haga hette området Stora Heden och var obebyggt fram till mitten av 1800-talet.
Exercisheden, som gett stadsdelen dess namn, började användas av militären under första hälften av 1700-talet. År 1892 löste Göteborgs stad ut marken. Efter det att försvarsverket längs Vallgraven raserats i början av 1800-talet lades Gamla Allén och Parkgatan ut och Trädgårdsföreningen anlades år 1842. I början av 1880-talet byggdes de första husen längs Sten Sturegatan på Hedens östra sida, med stenhus i norr och landshövdingehus i söder. I slutet av 1960-talet revs trähusen längs Sten Sturegatan. Landshövdingehusen längs Sten Sturegatan närmast Engelbrektsgatan revs 1970 och delar av området förblev obebyggt i närmare tjugo år, innan bostadsområdet Öster om Heden byggdes 1987. Försäkringsbolaget Skandia uppförde under åren 1972-1974 sitt kontorshus i de mellersta delarna av området.
Området mellan Korsvägen och Heden upptogs av landeriet Hedås. I stadsplanen från år 1889 föreskrevs hyreshus för området och mellan 1893 och 1929 uppfördes stenhus i fem våningar. Vissa hus i stenstaden mellan Heden och Korsvägen revs i början av 1980-talet.
I det nordöstra hörnet, i korsningen Sten Sturegatan-Parkgatan låg egendomen Katrinetorp.

## Evenemangsstråket
I stadsdelen finns Gamla Ullevi, Ullevi, Scandinavium, Valhallabadet, Filmstaden Bergakungen, Svenska Mässan, Liseberg, Universeum och Världskulturmuseet belägna utmed Evenemangsstråket.

## Byggnadsminnen
Inom stadsdelen finns det fyra byggnadsminnen (BM):
- Dicksonska palatset
- Palmhuset
- Stora Katrinelund
- Trädgårdsföreningen

## Byggnadskvarter
Flertalet kvarter är namngivna efter olika mineraler.

- Kvarter 16 Diamanten[12]
- Kvarter 21 Smaragden
- Kvarter 22 Rubinen
- Kvarter 23 Safiren (utgått)
- Kvarter 24 Opalen
- Kvarter 25 Bergkristallen
- Kvarter 26 Ametisten
- Kvarter 27 Karneolen
- Kvarter 28 Agaten
- Kvarter 29 Onyxen
- Kvarter 30 Granaten
- Kvarter 31 Turmalinen
- Kvarter 34 Topasen
- Kvarter 37 Heliotropen
- Kvarter 38 Akvamarinen
- Kvarter 39 Beryllen
- Kvarter 40 Getebergsängen
- Kvarter 42 Polishuset
- Kvarter 44 Malakiten
- Kvarter 45 Paviljongen
- Kvarter 46 Bärnstenen
- Kvarter 47 Arenan
- Kvarter 48 Ullevi

## Nyckeltal

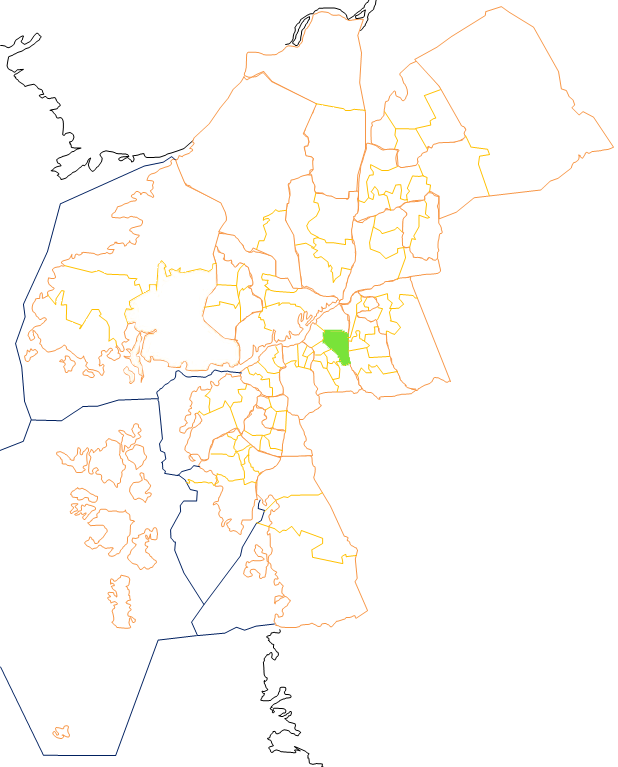
Heden

Nyckeltalen redovisar statistik som beskriver Göteborg och dess 96 delområden, primärområden, per den 31 december och kan användas för att jämföra de olika områdena. Nedan redovisas uppgifter för primärområdet och jämförelse görs mot uppgifterna för hela kommunen.
|                                                           | Heden      | Hela Göteborg |
| --------------------------------------------------------- | ---------- | ------------- |
| Folkmängd                                                 | 5 801      | 587 549       |
| Befolkningsförändring 2020–2021                           | -18        | +4 493        |
| Andel födda i utlandet                                    | 22,5 %     | 28,3 %        |
| Andel utrikes födda eller med två utrikes födda föräldrar | 29,9 %     | 38,1 %        |
| Medelinkomst                                              | 320 700 kr | 332 400 kr    |
| Arbetslöshet                                              | 4,8 %      | 6,6 %         |
| Antal ersatta dagar från F-kassan per person (16-64 år)   | 23,2       | 19,5          |
| Andel med eftergymnasial utbildning (minst 3 år)          | 37,5 %     | 37,9 %        |
| Andel bostäder före 1941                                  | 56,2 %     |               |
| Andel bostäder i allmännyttan                             | 19,2 %     | 25,9 %        |
| Antal färdigställda bostäder 2021                         | 0          |               |
| Andel bostäder i småhus                                   | 0,0 %      | 18,3 %        |

## Stadsområdes- och stadsdelsnämndstillhörighet
Primärområdet tillhörde fram till årsskiftet 2020/2021 stadsdelsnämndsområdet Centrum och ingår sedan den 1 januari 2021 i stadsområde Centrum.